# Tuân Doanh
Tuân Doanh (chữ Hán: 荀盈, 567 TCN-533 TCN), hay Trí Doanh (智盈), Tri Doanh (知盈), tức Trí Điệu tử (智悼子), là vị tông chủ thứ tư của họ Trí, một trong Lục khanh nước Tấn thời Xuân Thu trong lịch sử Trung Quốc.
Tuân Doanh là cháu nội của Tuân Oanh, tông chủ thứ ba của họ Trí. Cha ông là Tuân Sóc mất sớm nên ông trở thành người kế tập. Năm 560 TCN, Tuân Oanh qua đời khi Tuân Doanh mới 8 tuổi, kế vị ngôi tông chủ họ Trí. Do Tuân Doanh còn nhỏ, Tấn Điệu công bãi bỏ chức khanh của họ Trí, giao cho Trình Trịnh tạm thời lên chức khanh.
Từ sau khi Tuân Doanh kế tự, thế lực họ Trí suy yếu do không còn nắm giữ cương vị Khanh đại phu. Tuân Doanh được tông chủ họ Trung Hàng là Tuân Yển giúp đỡ.
Năm 548 TCN, Tuân Doanh đã trưởng thành, Tấn Bình công cho họ Trí phục hồi cương vị Khanh đại phu và phong ông là Hạ quân tá, đảm đương chính sự nước Tấn.
Năm 533 TCN, Tuân Doanh qua đời, khi đó ông 35 tuổi. Con ông là Tuân Lịch lên thế tập.